# Alpha
Alpha (altgriechisch ἄλφα, neugriechisch άλφα álfa; Majuskel Α, Minuskel α) ist der erste Buchstabe des griechischen Alphabets und hat als griechisches Zahlzeichen einen numerischen Wert von 1.

## Herkunft

Ochsenkopf (protosinaitisch)
Phönizisches Aleph
Griechisches Alpha

Das Zeichen geht auf den phönizischen Buchstaben alef zurück, der wiederum ursprünglich einen Stierkopf darstellte. Wenn man ein großes Alpha auf den Kopf stellt oder ein kleines um 90 Grad gegen den Uhrzeigersinn dreht, kann man noch sehr gut einen Stierkopf erkennen.
Aus demselben Zeichen entwickeln sich das hebräische Aleph und das arabische Alif, aus dem griechischen Buchstaben das lateinische A und auch das kyrillische А.

## Verwendung im Griechischen

### Beispiele
- Altgriechisch:
  - Ἀρχὴ μεγίστη τοῦ βίου τὰ γράμματα Archḕ megístē tu bíu tà grámmata. („Der beste Anfang des Lebens sind die Buchstaben.“)
  - Ἀριστοτέλης Aristotélēs
  - Ἀλέξανδρος Γʹ ὁ Μακεδών Aléxandros Gʹ ho Makedōn (Alexander ΙΙΙ., der Makedonier)
- Neugriechisch: Αθήνα Athína (Athen)

Siehe weitere alt- und neugriechische Beispiele in Liste griechischer Phrasen/Alpha.

### Bedeutung als Silbe
- Das α- entspricht in seiner Funktion als Alpha privativum dem deutschen Präfix un-, mit dem es auch lautgeschichtlich identisch ist.
- Es kann in vorklassischen Texten auch verstärkende Wirkung haben (Alpha intensivum).

## Verwendung des Namens

### Anfang, Eins
Das Alpha ist der erste Buchstabe des griechischen Alphabets, daher steht Alpha für „Anfang“, noch symbolischer für „Geist“ (umgangssprachlich auch das „Höchste“, „Größte“, „Beste“).
- Beta ist der zweite Buchstabe, daher kommt das Wort Alphabet.
- Omega ist der letzte Buchstabe: Die Redewendung „das A und O“ (eigentlich: „das Alpha und das Omega“) bedeutet „Anfang und Ende“, „Alles“, „Gott“.

Alpha ist auch die Zahl Eins des griechischen Ziffernsystems, daraus leiten sich viele Fachausdrücke ab.

### Nutzung in Buchstabieralphabet
Im ICAO-Alphabet des Flugverkehrs steht alfa für A. Dieses Buchstabiersystem wird auch in der NATO genutzt. Davon leiten sich die Bezeichnungen Point Alpha und Checkpoint Alpha ab.

### Verwendung als Formelzeichen und in Fachsprachen
- In der Mathematik dient α allgemein als Winkelbezeichner. Insbesondere ist α nach Konvention im Polygon der zur Ecke A gehörende Winkel.
- In der Physik
  - wird als Alphastrahlung eine Form der Radioaktivität bezeichnet,
  - für die Mechanik ist α das Formelzeichen für die Winkelbeschleunigung,
  - in der Wärmelehre für den Ausdehnungskoeffizienten und den Wärmeübergangskoeffizienten,
  - und in der Quantenphysik steht α für die Feinstrukturkonstante.
- In der Astronomie
  - bedeutet α (alternativ auch RA) die Rektaszension, eine der beiden Koordinaten im äquatorialen Koordinatensystem,
  - und steht außerdem (zumeist) für den hellsten Stern eines jeden Sternbildes – z. B. α Centauri (abgekürzt α Cen) oder α Cyg (α Cygni, Deneb) – siehe Bayer-Bezeichnung.
- In der Chemie steht α für den Dissoziationsgrad einer Säure bzw. Base oder für einen Deskriptor in der chemischen Nomenklatur.
- In der Medizin sind die Alphawellen die Hirnwellenart eines bestimmten Frequenzbereichs, siehe Elektroenzephalografie.
- In der Molekularbiologie ist Alfa die Abkürzung von Anti- als Bezeichnung für ein Ziel-Epitop, siehe auch Antikörper.
- In der Finanzmarkttheorie bezeichnet α als Alphafaktor (Jensen-Alpha) das Maß für eine Überrendite (Extra-Rendite; positives Alpha) oder eine Minderrendite (negatives Alpha), gemessen am Vergleichswert (der Benchmark). Der Prozess, das Alpha vom Betafaktor eines Portfolios zu verschieben, wird Portable Alpha genannt.
- In der Computergrafik den α-Kanal für die Transparenz eines Objektes, die drei anderen Kanäle sind die Farbkanäle (RGB, CYM, YUV usw.)
- In der Statistik beschreibt der α-Fehler die Wahrscheinlichkeit, eine eigentlich richtige Nullhypothese fälschlicherweise zugunsten der Alternativhypothese zu verwerfen, etwa auf Grund von Stichprobenergebnissen, die für die untersuchte Population nicht repräsentativ sind bzw. zufällig von den Populationswerten abweichen.
- Cronbachs Alpha, Maßzahl aus der multivariaten Statistik.
- In der Software-Entwicklung ist die Alpha-Version eine sehr frühe erste lauffähige Programmversion, die der Beta-Version, die dann im Einsatz getestet wird, vorangeht.
- Alphatier, Begriff der Verhaltensforschung für ein Leittier.

### Verwendung in Firmen- und Markennamen
Häufig, Beispiele:
- Alfa Laval – u. a. Melkmaschinen
- AlphaESS – Speicher-Lösungen Hersteller
- Alpha Industries – US-amerikanischer Bekleidungshersteller
- Alfa Romeo – italienischer Automobilhersteller
- proALPHA – Softwareunternehmen, kommerzielles ERP-System
- Alpha Music Empire – Musiklabel
- Alpha Motor Corporation – amerikanischer Automobilhersteller

## Lateinisches Alpha
Das Lateinische Alpha (Ɑ/ɑ) ist ein im IPA und in afrikanischen Sprachen verwendeter, vom griechischen Alpha abgeleiteter Buchstabe des lateinischen Schriftsystems.